# НБА в сезоні 1969–1970
Сезон НБА 1969–1970 був 24-им сезоном в Національній баскетбольній асоціації. Переможцями сезону стали «Нью-Йорк Нікс», які здолали у фінальній серії «Лос-Анджелес Лейкерс».

## Регламент змагання
Участь у сезоні брали 14 команд, розподілених між двома дивізіонами.
По ходу регулярного сезону кожна з команд-учасниць провела по 82 гри. До плей-оф, який проходив за олімпійською системою, виходили по 4 кращих команди з кожного дивізіону. На стадії півфіналів дивізіонів проводилися серії ігор до чотирьох перемог, причому лідерам регулярного сезону кожного з дивізіонів протистояли команди, що посіли четверті місця тих же дивізіонів, а другі та треті місця складали другу півфінальну пару кожного з дивізіонів. Переможці півфіналів грали між собою у фіналах дивізіонів, в яких для перемоги також необхідно було виграти чотири гри серії.
Чемпіони кожного з дивізіонів, що визначалися на стадії плей-оф, для визначення чемпіона НБА зустрічалися між собою у Фіналі, що складався із серії ігор до чотирьох перемог.

## Регулярний сезон

### Підсумкові таблиці за дивізіонами
| Східний                         | В  | П  | %П   | Відст | Дом   | Гост  | Нейтр | Див   |
| ------------------------------- | -- | -- | ---- | ----- | ----- | ----- | ----- | ----- |
| x-«Нью-Йорк Нікс»               | 60 | 22 | .732 | –     | 30–11 | 27–10 | 3–1   | 28–12 |
| x-«Мілвокі Бакс»                | 56 | 26 | .683 | 4     | 27–11 | 24–14 | 5–1   | 27–13 |
| x-«Балтимор Буллетс»            | 50 | 32 | .610 | 10    | 25–12 | 19–18 | 6–2   | 21–19 |
| x-«Філадельфія Севенті-Сіксерс» | 42 | 40 | .512 | 18    | 22–16 | 16–22 | 4–2   | 20–20 |
| «Цинциннаті Роялс»              | 36 | 46 | .439 | 24    | 19–13 | 14–25 | 3–8   | 18–22 |
| «Бостон Селтікс»                | 34 | 48 | .415 | 26    | 16–21 | 13–27 | 5–0   | 16–24 |
| «Детройт Пістонс»               | 31 | 51 | .378 | 29    | 18–20 | 10–25 | 3–6   | 10-30 |

| Західний                 | В  | П  | %П   | Відст | Дом   | Гост  | Нейтр | Див   |
| ------------------------ | -- | -- | ---- | ----- | ----- | ----- | ----- | ----- |
| x-«Атланта Гокс»         | 48 | 34 | .585 | –     | 25–13 | 18–16 | 5–5   | 24–16 |
| x-«Лос-Анджелес Лейкерс» | 46 | 36 | .561 | 2     | 27–14 | 17–21 | 2–1   | 24–16 |
| x-«Чикаго Буллз»         | 39 | 43 | .476 | 9     | 23–10 | 9–25  | 7–8   | 22–18 |
| x-«Фінікс Санз»          | 39 | 43 | .476 | 9     | 22–15 | 12–25 | 5–3   | 24–16 |
| «Сіетл Суперсонікс»      | 36 | 46 | .439 | 12    | 22–14 | 10–26 | 4–6   | 14–26 |
| «Сан-Франциско Ворріорс» | 30 | 52 | .366 | 18    | 16–20 | 14–26 | 0–6   | 15–25 |
| «Сан-Дієго Рокетс»       | 27 | 55 | .329 | 21    | 21–17 | 4–33  | 2–5   | 17–23 |

Легенда:
- x – Учасники плей-оф

## Плей-оф
Переможці пар плей-оф позначені жирним. Цифри перед назвою команди відповідають її позиції у підсумковій турнірній таблиці регулярного сезону конференції. Цифри після назви команди відповідають кількості її перемог у відповідному раунді плей-оф.
|  | Півфінали дивізіонів | Півфінали дивізіонів | Півфінали дивізіонів |              |   | Фінали дивізіонів | Фінали дивізіонів | Фінали дивізіонів |  |  | Фінал НБА | Фінал НБА    | Фінал НБА |
|  |                      |                      |                      |              |   |                   |                   |                   |  |  |           |              |           |
|  | 1                    | Атланта              | 4                    |              |   |                   |                   |                   |  |  |           |              |           |
|  | 3                    | Чикаго               | 1                    |              |   |                   |                   |                   |  |  |           |              |           |
|  | 3                    | Чикаго               | 1                    |              | 1 | Атланта           | 0                 |                   |  |  |           |              |           |
|  | Західний Дивізіон    |                      |                      |              | 1 | Атланта           | 0                 |                   |  |  |           |              |           |
|  |                      |                      | 2                    | Л.А. Лейкерс | 4 |                   |                   |                   |  |  |           |              |           |
|  | 4                    | Фінікс               | 2                    | Л.А. Лейкерс | 4 | 3                 |                   |                   |  |  |           |              |           |
|  | 4                    | Фінікс               |                      |              |   | 3                 |                   |                   |  |  |           |              |           |
|  | 2                    | Л.А. Лейкерс         | 4                    |              |   |                   |                   |                   |  |  |           |              |           |
|  |                      |                      |                      |              |   |                   |                   |                   |  |  | W2        | Л.А. Лейкерс | 3         |
|  |                      |                      | E1                   | Нью-Йорк     | 4 |                   |                   |                   |  |  |           |              |           |
|  | 1                    | Нью-Йорк             | 4                    |              |   |                   |                   |                   |  |  |           |              |           |
|  | 3                    | Балтимор             | 3                    |              |   |                   |                   |                   |  |  |           |              |           |
|  | 3                    | Балтимор             | 3                    |              | 1 | Нью-Йорк          | 4                 |                   |  |  |           |              |           |
|  | Східний Дивізіон     |                      |                      |              | 1 | Нью-Йорк          | 4                 |                   |  |  |           |              |           |
|  |                      |                      | 2                    | Мілвокі      | 1 |                   |                   |                   |  |  |           |              |           |
|  | 4                    | Філадельфія          | 2                    | Мілвокі      | 1 | 1                 |                   |                   |  |  |           |              |           |
|  | 4                    | Філадельфія          |                      |              |   | 1                 |                   |                   |  |  |           |              |           |
|  | 2                    | Мілвокі              | 4                    |              |   |                   |                   |                   |  |  |           |              |           |

## Лідери сезону за статистичними показниками
| Показник                  | Гравець        | Команда                | Результат |
| ------------------------- | -------------- | ---------------------- | --------- |
| Очки за гру               | Джеррі Вест    | «Лос-Анджелес Лейкерс» | 31.2      |
| Підбирання за гру         | Елвін Геєс     | «Сан-Дієго Рокетс»     | 16.9      |
| Передачі за гру           | Ленні Вілкенс  | «Сіетл Суперсонікс»    | 9.1       |
| % влучань з гри           | Джонні Грін    | «Цинциннаті Роялс»     | .559      |
| % влучань штрафних кидків | Флінн Робінсон | «Мілвокі Бакс»         | .898      |

## Нагороди НБА

### Щорічні нагороди
- Найцінніший гравець: Вілліс Рід, «Нью-Йорк Нікс»
- Новачок року: Лью Елсіндор, «Мілвокі Бакс»
- Тренер року: Ред Гольцман, «Нью-Йорк Нікс»

| - Перша збірна всіх зірок: - Біллі Каннінгем, «Філадельфія Севенті-Сіксерс» - Джеррі Вест, «Лос-Анджелес Лейкерс» - Волт Фрейзер, «Нью-Йорк Нікс» - Конні Гокінс, «Фінікс Санз» - Вілліс Рід, «Нью-Йорк Нікс» | - Друга збірна всіх зірок: - Лью Елсіндор, «Мілвокі Бакс» - Джон Гавлічек, «Бостон Селтікс» - Лу Гадсон, «Атланта Гокс» - Гас Джонсон, «Балтимор Буллетс» - Оскар Робертсон, «Цинциннаті Роялс» |

- Збірна новачків НБА:
  - Дік Гарретт, «Лос-Анджелес Лейкерс»
  - Майк Девіс, «Балтимор Буллетс»
  - Джо Джо Вайт, «Бостон Селтікс»
  - Лью Елсіндор, «Мілвокі Бакс»
  - Боб Дендрідж, «Мілвокі Бакс»
- Збірні всіх зірок захистуs:

| - Перша збірна: - Дейв Дебушер, «Нью-Йорк Нікс» - Гас Джонсон, «Балтимор Буллетс» - Вілліс Рід, «Нью-Йорк Нікс» - Волт Фрейзер, «Нью-Йорк Нікс» - Джеррі Вест, «Лос-Анджелес Лейкерс» | - Друга збірна: - Джон Гавлічек, «Бостон Селтікс» - Білл Бріджес, «Атланта Гокс» - Лью Елсіндор, «Мілвокі Бакс» - Джо Колдвелл, «Атланта Гокс» - Джеррі Слоан, «Чикаго Буллз» |

Джерело: Розділ історії НБА на NBA.com